# Rio Guapiaçu
Rio Guapiaçu är ett vattendrag i Brasilien.   Det ligger i delstaten Rio de Janeiro, i den sydöstra delen av landet, 900 km sydost om huvudstaden Brasília.
Omgivningen kring Rio Guapiaçu är i huvudsak tätbebyggd och tätbefolkad, med 709 invånare per kvadratkilometer.